# ديفيد هامونز
ديفيد هامونز هو محامي وسياسي أمريكي، ولد في 12 مايو 1808، وتوفي في 7 نوفمبر 1888. نشط حزبياً في الحزب الديمقراطي. وقد انتخب عضو مجلس ولاية مين ‏ وانتخب عضو مجلس النواب الأمريكي.